# Stockholm Västerås repülőtér
A Stockholm Västerås repülőtér (IATA: VST, ICAO: ESOW) Svédország egyik nemzetközi repülőtere, amely Västerås, tágabb értelemben a főváros, Stockholm közelében található. Éves utasforgalma 93 080 fő (2022).

## Futópályák
A repülőtér futópályái:
- 01/19 (2581 m, 45 m, aszfalt)

## Forgalom
Az utasforgalom az elmúlt években az alábbi módon változott:
| Utasok száma | 222 947 | 178 795 | 174 496 | 150 190 | 163 773 | 117 390 | 143 553 | 112 392 | 36 968 | 93 080 |
|              | 2005    | 2007    | 2009    | 2011    | 2013    | 2014    | 2016    | 2018    | 2020   | 2022   |